# Делчево (Благоевградская область)
Делчево (болг. Делчево) — село в Благоевградской области Болгарии. Входит в состав общины Гоце-Делчев. Находится примерно в 3 км к юго-западу от центра города Гоце-Делчев и примерно в 72 км к юго-востоку от центра города Благоевград. По данным переписи населения 2011 года, в селе  проживал 51 человек. До 1934 года называлось Юч-Дурак

## Население
| Год     | 1934 | 1946 | 1956 | 1965 | 1975 | 1985 | 1992 | 2001 | 2011 |
| ------- | ---- | ---- | ---- | ---- | ---- | ---- | ---- | ---- | ---- |
| Жителей | 801  | 879  | 850  | 621  | 403  | 189  | 143  | 94   | 51   |

| Национальность  | Человек | Процент |
| --------------- | ------- | ------- |
| болгары         | 46      | 90,2%   |
| турки           | 0       | 0%      |
| цыгане          | 0       | 0%      |
| другие          | 5       | 9,8%    |
| не определились | 0       | 0%      |
| Всего ответов   | 51      |         |

|  |